# Буйвид, Болеслав Иванович
Болеслав Иванович Буйвид — советский хозяйственный, государственный и политический деятель.

## Биография
Родился в 1916 году в Каменском. Член КПСС.
С 1933 года — на хозяйственной, общественной и политической работе. В 1933—1983 гг. — токарь на заводе им. Дзержинского в Каменском, комсомольский работник заводского и районного уровней, мастер в механическом цехе, бригадир фронтовой комсомольско-молодежной бригады на участке выпуска деталей для «катюш» Магнитогорского металлургического комбината, 1-й секретарь Магнитогорского горкома ВЛКСМ, комсорг Магнитогорского металлургического комбината, в ЦК ВЛКСМ, заместитель секретаря парткома, начальник учебно-курсового комбината, заместитель секретаря парткома, заместитель начальника, начальник отдела кадров Магнитогорского металлургического комбината.
Умер в Магнитогорске в 2003 году. Похоронен на Правобережном кладбище.